# 高季興
高 季興（こう きこう）は、十国荊南の初代王。

## 生涯
陝州硤石県（現在の河南省三門峡市陝州区）に生まれる。はじめ汴州の商人である李七郎（朱友譲）の家僕（召使）として仕えるが、そこで李七郎に才能を見出されて仮子となった。
その後、李七郎の仮父の朱全忠の軍に身を投じて信任され、その副将として各地を転戦した。天祐4年（907年）に朱全忠が唐を滅ぼして後梁を建てると、荊南節度使に任命され、戦火の絶えなかった湖南の復興に尽力しつつ勢力を拡大した。この時点で後梁から半独立した荊南という国家が事実上成立したのである。
乾化2年（912年）に太祖（朱全忠）が崩御すると、荊州（江陵）・帰州・硤州の三州をもって自立したが、末帝（朱友貞）が即位すると再び後梁に帰順し、渤海王に封じられた。
龍徳3年（923年）に後梁が後唐に滅ぼされると、後唐に服属して同光2年（924年）に荘宗から南平王に封ぜられた。この時に名を季昌（きしょう）から、荘宗の祖父の李国昌の諱を避けて季興と改めた。しかし後唐の前蜀攻めに際して、蜀に勢力を伸ばす自らの構想を阻まれた事から後唐と断絶して抗争し、東の呉に服属して秦王に封ぜられた。
乾貞2年（928年）に死去、享年71。後を長男の高従誨が継いだ。

## 家族

### 男子
- 文献王 高従誨
- 高従詡
- 高従詵
- 高従譲
- 高従謙

### 女子
- 高氏（倪可福の子の倪知進にとついだ）